# 圣若昂-达塞拉
圣若昂-达塞拉（葡萄牙語：São João da Serra）是巴西皮奥伊州的一个市镇。总面积962.258平方公里，总人口6676人，人口密度6.9人/平方公里。